# Reserva índia Flathead
La reserva Flathead, situada a l'oest de Montana al marge del riu Flathead, és la llar de les tribus bitterroot salish, kootenai, i pend d'oreilles, també conegudes com les Tribus Confederades Salish i Kootenai de la Nació Flathead. La reserva fou creada el 16 de juliol de 1855 pel Tractat de Hellgate, i la reserva té terra en quatre comtats de Montana: Lake, Sanders, Missoula, i Flathead. La reserva índia Flathead, a l'oest de la Divisòria continental nord-americana, consisteix en 5.020 km² de muntanyes boscoses i valls.

## Història
Els amerindis han viscut a Montana durant més de 14.000 anys, basant-se en troballes arqueològics troballes. Els bitteroot salish provenien de la Costa Oest, mentre que els kootenai vivien sobretot a l'interior de l'actual Idaho, Montana i Canadà. Els kootenai deixaren artefactes de l'època prehistòrica. Un grup dels kootenai al nord-est va viure principalment de la cacera del bisó americà. Un altre grup vivia als rius i llacs de les muntanyes a l'oest. Quan es van traslladar a l'est, podrien dependre menys de la pesca del salmó, però es va tornar a menjar plantes i búfals. Durant el segle xviii, els salish i les tribus kootenai compartiren recol·lecció i vedats de caça. Quan els colons euroamericans van entrar a la zona, els pobles entraren en conflicte.
En 1855 els Estats Units (EUA) va fer el Tractat de Hellgate, per la qual es va reservar una reserva únicament per als flathead. Tot i que la tribu es va oposar a la parcel·lació i a l'agricultura d'estil europeu, el Congrés dels Estats Units va aprovar la Flathead Allotment Act en 1904. Després d'adjudicacions de terres a les llars individuals dels membres sobre la base dels registres tribals, el govern va declarar la resta "excedent" i va obrir la reserva als blancs. El senador dels Estats Units Joseph M. Dixon de Montana va tenir un paper clau en aconseguir aprovar aquesta legislació. La seva aprovació va causar molt ressentiment entre els Flathead, i l'assignació de terres de la reserva segueix sent "un tema molt sensible". Els flathead voldrien recuperar el control de les seves terres de la reserva.
L'àrea era favorable en comparació amb la vall del riu Yakima a l'estat de Washington. Milers d'hectàrees a la reserva estaven reservades per als llocs de la ciutat, les escoles i el National Bison Range. Als flathead se'ls va donar la primera opció de 80 o de 160 hectàrees de terra per família. La resta va ser oberta als blancs en 1910. Es van rebre un total de 81.363 sol·licituds dels blancs per 1.600 parcel·les de terra. Les aplicacions es van col·locar en sobres marrons apilats en una paleta, i tres nenes en van agafar 6.000 d'ells, l'elecció que tindria l'oportunitat de posseir terra. Els primers 3.000 van ser notificats a la primavera i els segons 3.000 van ser notificats a la tardor. Però els guanyadors del sorteig van prendre 600 extensions, deixant 1.000 extensions encara obertes. Aquestes van ser preses en el que la tribu considera una "apropiació de terres" posterior. D'acord amb el tractat, les tribus tenien el dret de caça fora de les reserves, però l'estat creia que podria regular aquestes activitats. Els guardes de caça de l'Estat van ser responsables de la confrontació que va portar a quatre morts, el que es coneix comal massacre de Swan Valley de 1908.

## Geografia i ecologia

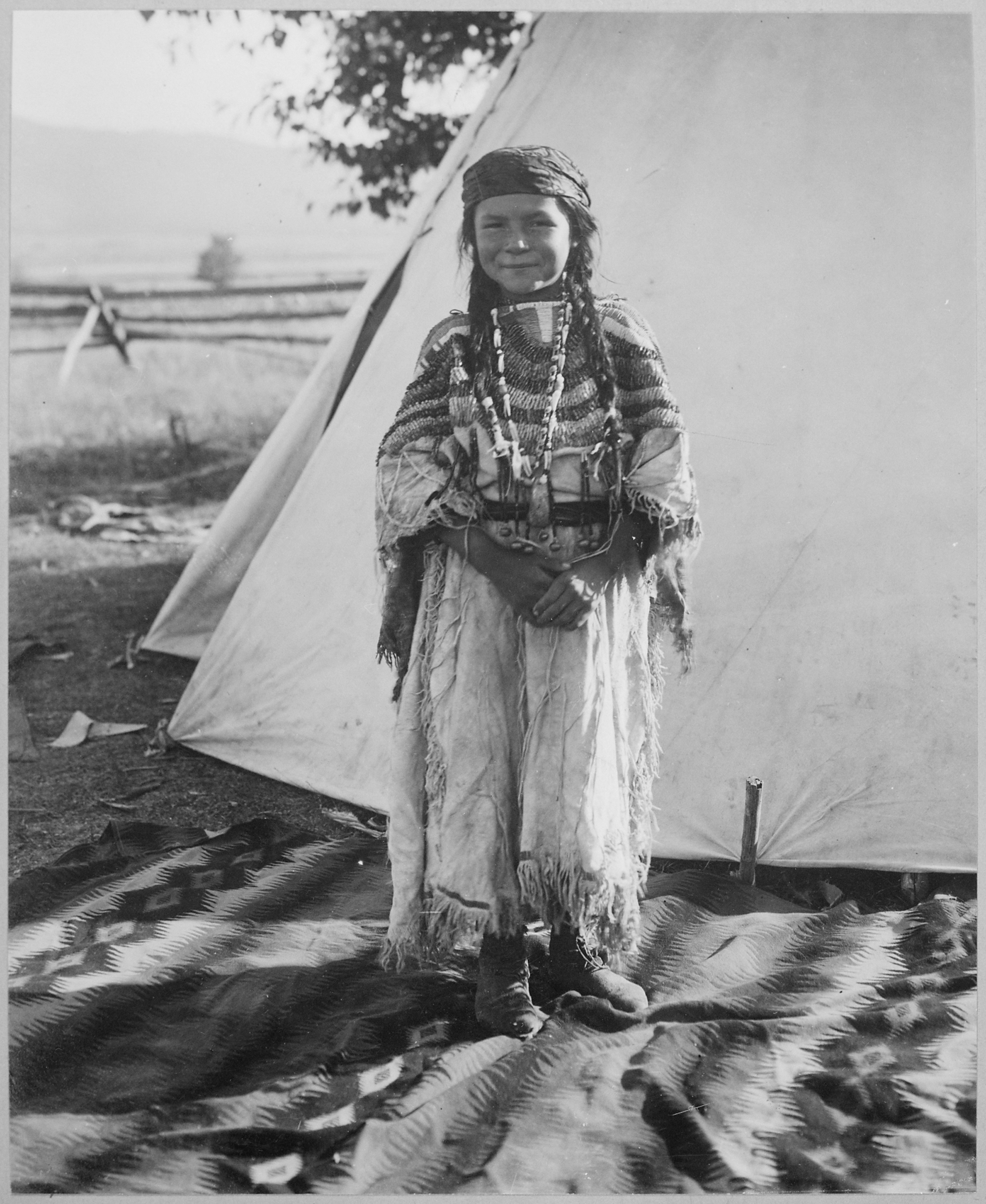
A la reserva Flathead, 1913

Tot excepte l'extrem nord del llac Flathead és part de la reserva. El llac Flathead es troba a la cantonada nord-est de la reserva, amb la major part de la reserva al sud i a l'oest del llac. Part de les muntanyes Mission és a la reserva. L'extrem occidental es troba protegit pel Mission Mountains Tribal Wilderness i l'extrem oriental de la serralada està protegit pel Mission Mountains Wilderness. Les parts del Bob Marshall Wilderness són a prop.
Els últims anys han vist una disminució en el nombre d'espècies de peixos nadius, que inclou: Salvelinus confluentus, Oncorhynchus clarkii, Coregonus peled i Ptychocheilus oregonensis. Les espècies no natives inclouen: Oncorhynchus clarkii bouvieri, truita de rierol, truita arc de Sant Martí, truita comuna, Salvelinus namaycush, Coregonus clupeaformis, peix gat negre, salmó vermell, Perca flavescens, lluç de riu, perca americana i perca americana de boca petita.
La caça d'animals de pelatge està prohibit. La caça d'aquestes aus pels no nadiues és permès: perdiu xerra, faisà, ànecs, oques, mergus, i fulica. Altres animals que no poden ser objecte de caça pels no nadius són: ants, cérvol de Virgínia, cérvol mul, ós grizzly i uapitís. Els llops, bisons, cignes i els falcons també són presents.

## Demografia
La població de la reserva era de 28.324 segons el cens de 2010, un augment del 8% respecte al cens de 2000, però els no indis superen en nombre als indis 2-1. La comunitat més gran en la reserva és la ciutat de Polson, que també és la seu del comtat de Lake. A Pablo hi ha la seu del govern de les Tribus Confederades Salish i Kootenai és .

## Economia

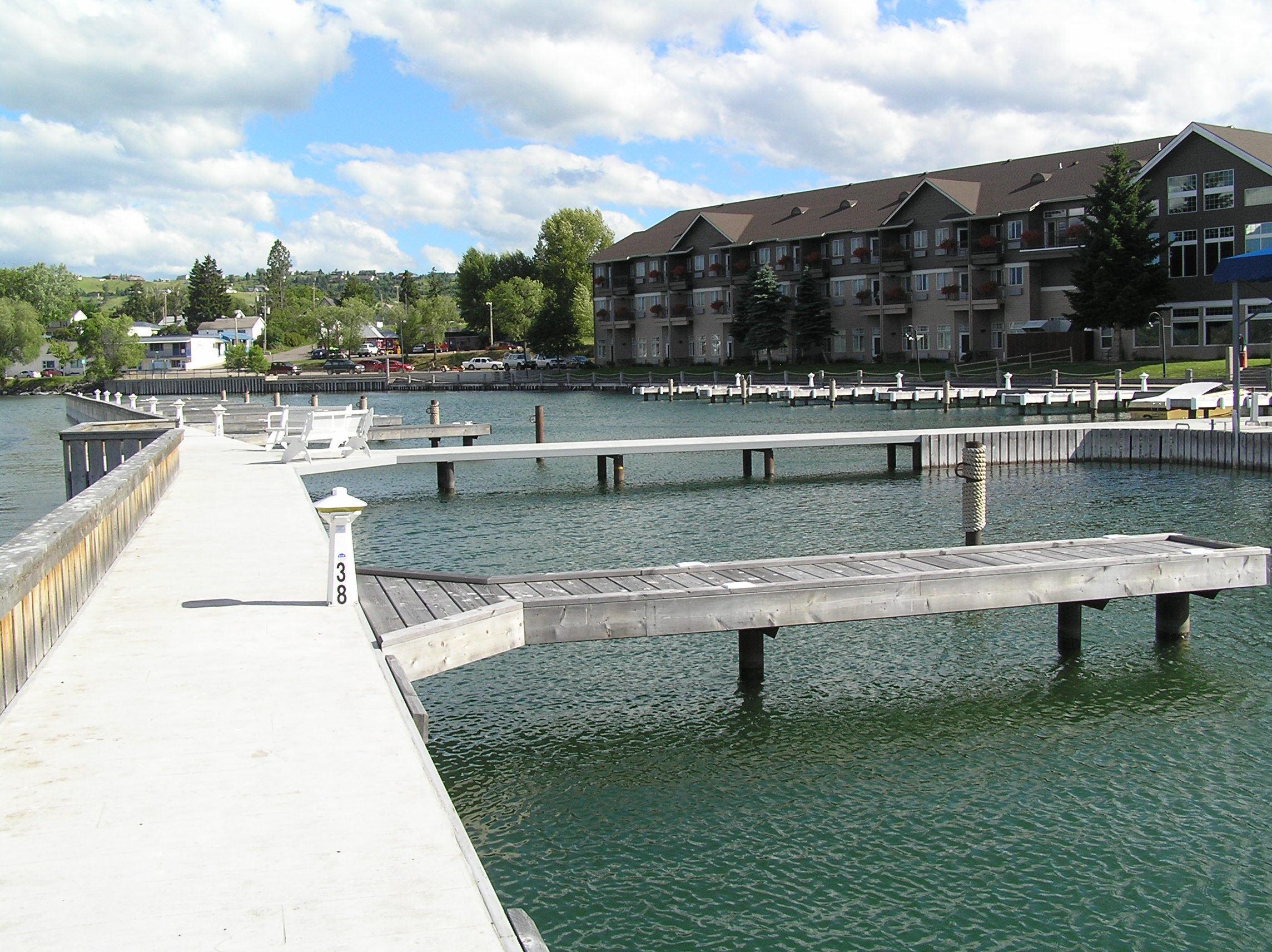
KwaTuqNuk resort, Polson

Les tribus obtenen la major part dels seus ingressos de la venda de fusta, els ingressos de l'embassament Kerr, el KwaTuqNuk ("on l'aigua deixa el llac") ressort i casino a Polson, i S&K Holding una firma de manufactures electròniques. El Salish Kootenai College és la Universitat de la Comunitat a Pablo.}

## Punts d'interès
- Flathead Indian Museum, St. Ignatius[12][5]
- Flathead Lake State Park[12][5]
- The Garden of One Thousand Buddhas
- Kicking Horse Reservoir
- Mission Mountains Tribal Wilderness[5]
- The National Bison Range/Pablo National Wildlife Refuge, Moiese[12][5]
- Ninepipe National Wildlife Refuge and State Wildlife Management Area[12][5]
- St. Ignatius Mission, St. Ignatius[5]
- The People's Center, Pablo[12]

## Comunitats
Hi ha 26 llocs (inclosos CDPs) a la reserva que són reconeguts oficialment per l'Oficina del Cens. Només 8 d'ells són de majoria Flathead. Els blancs tenen aproximadament un terç de la terra a la reserva. Anteriorment els euroamericans eren amos de la major part de la reserva, però la tribu ha estat comprant constantment recuperar la terra durant molts anys.
- Arlee
- Bear Dance (part)
- Big Arm
- Camas
- Charlo
- Dayton
- Dixon
- Elmo
- Evaro

- Finley Point
- Hot Springs
- Jette
- Kerr
- Kicking Horse
- Kings Point
- Lindisfarne
- Lonepine

- Niarada
- Old Agency
- Pablo
- Polson
- Ravalli
- Rocky Point
- Ronan
- St. Ignatius
- Turtle Lake